# Rafael Natal
Rafael Natal Diniz Franca, född 25 december 1982 i Belo Horizonte, är en brasiliansk MMA-utövare som sedan 2010 tävlar i organisationen Ultimate Fighting Championship.